# Patrick Delnatte
 (septembre 2019).
Si vous disposez d'ouvrages ou d'articles de référence ou si vous connaissez des sites web de qualité traitant du thème abordé ici, merci de compléter l'article en donnant les références utiles à sa vérifiabilité et en les liant à la section « Notes et références ».
Patrick Maurice Céline Delnatte, né le 9 décembre 1941 à Tourcoing (Nord), est un homme politique français.

## Biographie
Diplômé d'études supérieures de droit (université de Lille). Diplômé de l'Institut d'études politiques de Paris.
Du ministre du Travail Xavier Bertrand, il reçoit la médaille de chevalier de la Légion d'honneur le 21 juin 2008.

## Mandats
- 22 mars 1971 - 20 mars 1977 : Membre du conseil municipal de Tourcoing (Nord)
- 1974 : président-fondateur des Jeunes négociants en matériaux de construction (mandat associatif)
- 14 mars 1983 - 19 mars 1989 : premier adjoint au maire de Tourcoing, Stéphane Dermaux
- 18 mars 1985 - 29 mars 1992 : membre du conseil général du Nord
- 20 mars 1989 - 18 juin 1995 : membre du conseil municipal de Tourcoing
- 30 mars 1992 - 22 mars 1998 : troisième vice-président du conseil général du Nord
- 13 septembre 1994 - 21 avril 1997 : député du Nord, à la suite du décès de Serge Charles, dont il était le suppléant, dans la neuvième circonscription du Nord.
- 19 juin 1995 - 18 mars 2001 : membre du conseil municipal de Tourcoing
- 1er juin 1997 - 18 juin 2002 : député du Nord
- 18 juin 2002 - 17 juin 2007 : élu au premier tour député du Nord